# Lycée Henri-Bergson (Angers)
Pour les articles homonymes, voir Lycée Henri-Bergson.
Le lycée Henri-Bergson est un lycée public de l’académie de Nantes. C’est aussi un établissement d’enseignement supérieur accueillant des étudiants en classes préparatoires aux grandes écoles : scientifiques (MPSI,PCSI,MP,PC et PSI), littéraires (HK A/L) et économiques et commerciales (ECS). C'est aussi le seul établissement public du département à proposer trois années de classes préparatoires à l'expertise comptable, préparant au diplôme du DCG (diplôme de comptabilité et gestion) de niveau L. Sur le plan pédagogique, c’est le seul lycée public de Maine-et-Loire à proposer des cours de chinois,. Il accueille aux alentours de 1 000 élèves et étudiants chaque année, dont environ 700 lycéens.

## Situation
Le lycée est situé à Angers, né de la partition en 1981 du lycée David-d’Angers et autonome depuis 1982. Depuis 1983, il doit d'ailleurs son nom au philosophe Henri Bergson (1859-1941) en raison du fait que ce dernier fut professeur au lycée David-d’Angers.
Il possède la particularité d'avoir été conçu par l'architecte Yona Friedman, et d'illustrer ses travaux sur le concept d'« autoplanification ». Le lycée est cité à ce titre dans plusieurs ouvrages,,.